# Brando Badoer
Brando Badoer (Montebelluna, 15 september 2006) is een Italiaans autocoureur. Hij is de zoon van voormalig Formule 1-coureur Luca Badoer. Sinds 2024 maakt hij deel uit van het McLaren Driver Development Programme, het opleidingsprogramma van het Formule 1-team van McLaren.

## Carrière

### Formule 4
In 2022 maakte Badoer de overstap vanuit het karting naar het formuleracing en debuteerde hij in het Formule 4-kampioenschap van de Verenigde Arabische Emiraten bij het team AKM Motorsport. Een twaalfde plaats op het Dubai Autodrome was zijn beste race-uitslag, waardoor hij puntloos op plaats 28 in het klassement eindigde. Vervolgens kwam hij uit in het Italiaans Formule 4-kampioenschap voor Van Amersfoort Racing. Een vijfde plaats op de Red Bull Ring was zijn beste resultaat en hij werd met 14 punten zestiende in de eindstand. Ook reed hij voor hetzelfde team in twee weekenden van het ADAC Formule 4-kampioenschap als gastcoureur met een zevende plaats op de Hockenheimring Baden-Württemberg als beste klassering. Aan het eind van het jaar werd hij gescout door de Ferrari Driver Academy, maar werd hij niet geselecteerd om hier deel van uit te mogen maken.
In 2023 begon Badoer het jaar opnieuw in het Formule 4-kampioenschap van de Verenigde Arabische Emiraten, waarin hij overstapte naar het team Pinnacle VAR. Hij reed in drie van de vijf raceweekenden en behaalde een podiumfinish in Dubai. Met 69 punten werd hij zesde in de eindstand. Vervolgens keerde hij terug naar de Italiaanse Formule 4 bij Van Amersfoort. Hij stond vijf keer op het podium: tweemaal op het Autodromo Nazionale Monza en eenmaal op zowel het Autodromo Internazionale Enzo e Dino Ferrari, het Circuit de Spa-Francorchamps en het Autodromo Vallelunga. Met 165 punten werd hij ook hier zesde in de eindstand. Tevens nam hij deel aan het nieuwe Euro 4 Championship, waar hij met twee podiumplaatsen op Monza en een op het Circuit de Barcelona-Catalunya zesde werd met 88,5 punten.

### Formule Regional
In 2024 stapte Badoer over naar het Formula Regional Middle East Championship (FRMEC), waarin hij voor PHM AIX Racing reed. Hij stond in Dubai drie keer op het podium en werd met 76 punten tiende in de eindstand. Vervolgens kwam hij uit in het Formula Regional European Championship bij Van Amersfoort. Hij behaalde zeven podiumplaatsen: twee op de Hungaroring en het Circuit Mugello en een op zowel het Circuit Zandvoort, het Circuit Paul Ricard en de Red Bull Ring. Met 174 punten werd hij vijfde in het kampioenschap.
In 2025 begint Badoer het jaar opnieuw in het FRMEC bij PHM Racing.

### Formule 3
In 2025 debuteert Badoer in het FIA Formule 3-kampioenschap bij Prema Racing.